# 福寿草 (テレビドラマ)
『福寿草』（ふくじゅそう、ハングル:노란 복수초 黄色い福寿草）は、2012年2月17日から8月30日まで、月 - 木の9:45 - 10:35に放送された韓国のテレビドラマ。全108話。
韓国のケーブルテレビ局tvNの初の連続ドラマ（イルイルドラマ）として制作され、韓国では23週連続でケーブル同時間帯視聴率1位を記録し、大きな話題となった。
日本ではBS朝日やテレビ大阪（アジアドラマタイム）、テレビ北海道、KNTV、サンテレビジョンなどで放送された。

## あらすじ
「福寿草」その可憐な花の根には毒がある・・・。
残酷なまでの寒さに耐え、氷を突き破り咲く福寿草のように大切なものを奪われたヒロインは、激しい憎愛に身を焦がす。
ヨナは親の再婚相手の妹ユラの嫉妬により、恋人ユンジェの妹の命を奪った濡れ衣を着せられる。
無実の罪で3年の投獄生活を送った後、全てをうしなったヨナは復讐の鬼となって
ユラの前に現れる・・・。

## キャスト

### 主要登場人物
- ソル・ヨナ：イ・ユリ

ジェイ化粧品社員。
再婚した母とは離れて、障害がある妹・スエと暮らしている。母の再婚によってユラの義姉となり、ユラ、ユラの父：インソク、ユラの祖母：チョ女史と共に暮らすこととなる。
心優しく真面目な性格で、亡き父の借金返済に追われる苦労人。
恋人のユンジェとは大学時代から交際していたが、彼がジェイ化粧品の社長であることは知らされておらず、最終面接にて彼の素性を知る。
ユンジェに片想いしていたユラが、ユンジェとヨナの関係を知り、嫉妬に駆られたことでヨナの運命が大きく狂わされることになる。
- チェ・ユラ：ユン・アジョン

最高裁判事　チェ・インソクの娘。ジェイ化粧品社長秘書→ジェイ化粧品広報理事。
父の再婚により、ヨナの義妹・スエの義姉となる。ユンジェ・ユニとは子どもの頃からの付き合いであり、ユンジェに片想いしている。
彼の恋人である義姉のヨナを憎み、濡れ衣を着せて刑務所に送った張本人。他にもユンジェを手に入れるため、様々な悪事を起こす。
ユンジェと結婚するが、夫には愛されず、姑・ミンジャにも冷遇される日々を送っている。
- ハ・ユンジェ：ヒョン・ウソン

ジェイ化粧品社長→ジェイ化粧品本部長。ヨナの元恋人であり、ユラの夫。ガンウクの義弟、ユニの兄。
ヨナとは大学時代から交際していたが、ジェイ化粧品の御曹司であることは伏せていた。
ヨナ入社後も交際を続けていたが、ある事件を境に彼らを取り巻く状況が一変。会社存続のためにユラと結婚するが、ユラに対する愛情はない。
- ソル・スエ：ミン・ジヒョン

ヨナの妹であり、ユラの義妹。知的障害がある。
カタツムリを飼育しており、連れて歩いている。姉・ヨナが義姉・ユラの策略によって投獄され、母・ギョンスクとともに姉の無実を証明しようと奔走する。
- チェ・ガンウク：チョン・チャン

ジェイ化粧品社員→ジェイ化粧品社長
。ユンジェ、ユニの義兄。
ヨナとは同僚だったが、トラブルに見舞われていく彼女にはあまり関わろうとはしなかった。
投獄されたヨナの姿や、不自然な行動をするユラを見て、ヨナ出所後は彼女の理解者として支えている。

### その他
- ハ会長：チョ・ギョンファン

ユンジェ・ユニの父親。ジェイ化粧品会長。
前妻であるユンジェとユニの母親　チュ・ヘランが謎の失踪を遂げ、チャン・ミンジャを後妻に迎えた。

- ハ・ユニ：シム・ウンジン

ユンジェの妹、ガンウクの義妹。ジェイ化粧品開発チーム長。テイルの婚約者。
新入社員に「100のアイデアを提出」という課題を課すなど厳しさを見せるが、部下の失敗をカバーするなど、責任感の強い女性。
テイルと交際しており、妊娠が発覚したことから結婚しようとしていたが、無念の死を遂げる。
彼女の死により、ヨナ・ユラ・ユンジェ・テイルを始めとした多くの人々の人生が変わることになる。

- キム・テイル：カン・ソクジョン

ユニの恋人。
- ハン・ギョンスク：キム・ヨンラン

ヨナの母親。インソクと再婚。
- チャン・ミンジャ：ユ・ヘリ

ハ会長の後妻。ガンウクの母。
- チェ・インソク判事：チェ・サンフン

ユラの父親。ギョンスクの夫。最高裁判事。
- チョ女史：チョン・ヘソン

ユラの祖母。
- パク・チャンドゥ刑事：チョン・ギョンホ

## スタッフ
- 演出：チェ・ウンギョン
- 脚本：ヨ・ジョンミ
- 配給：コンテンツセブン
- 著作権表示：© STUDIO DRAGON CORPORATION